# 上明切諾克
48°53′7″N 39°28′27″E / 48.88528°N 39.47417°E
上明切諾克（烏克蘭語：Верхній Мінченок）是位於烏克蘭東部的村莊，由盧甘斯克州夏斯季亞區的下泰普萊市鎮負責管轄。該村始建於1711年，面積2.65平方公里，海拔高度76米，2001年人口237，人口密度每平方公里89.4人。